# Jacksonville Jaguars
A Jacksonville Jaguars egy amerikaifutball-csapat az Amerikai Egyesült Államokban, a floridai Jacksonville-ben, amely az NFL AFC konferenciájának déli csoportjában játszik.

## Története
A klub jelenlegi tulajdonosa, Wayne Weawer vezette, „Touchdown Jacksonville!” nevű csoport 1991-ben nyújtotta be NFL-csapat létesítésére vonatkozó kérelmét. Ezzel egy időben – nagy bizakodással – még pályázatot is írtak ki a leendő klub nevére: a Sharks, a Stingrays, a Panthers és a Jaguars elnevezések közül az utóbbi kapott többséget. 1993 közepén a város vezetése úgy döntött, hogy csak csökkentett összeggel támogatja a csapat helyszíneként megjelölt Gator Bowl stadion felújítását, ezért a konzorcium visszalépett a csapatalakítási szándéktól. Rövidesen azonban új terveket készítettek, amely szerint a város 53 millió dollárját kiegészítik 63 millióval, és a pályázatukat megújították. A klubalapításra váró városok között – Jacksonville mellett – Baltimore, Charlotte, Memphis és St. Louis szerepelt, akik mind esélyesebbnek számítottak, mert Floridának már volt két futballcsapata is. A tulajdonosok tanácskozása 1993. november 30-án ennek ellenére – hatalmas meglepetést okozva – úgy döntött, hogy Charlotte után az NFL harmincadik klubja Jacksonville-ben alakulhat meg.
A régi stadiont gyakorlatilag teljesen lebontották, és felépítették a Jacksonville Municipal Stadiont, amelybe rögtön 55 000 bérletet adtak el. A Jacksonville Jaguars bemutatkozó mérkőzését Tom Coughlin vezetőedző irányításával 1995. szeptember 3-án játszotta vadonatúj stadionjában a Houston Oilers (a későbbi Tennessee Titans) ellen, de kikaptak. A nem egészen egy hónap múlva, idegenben lejátszott visszavágón azonban 17–16-ra győztek, és ezzel megszerezték történetük első győzelmüket. Senki nem várt az első idényben kimagasló szereplést tőlük, és az alapszakaszt 4–12-es mutatóval zárták. Annál nagyobb szenzációt jelentett a második idénybeli, 1996-os produkció: 9–7-tel bejutottak a rájátszásba, az alapszakasz legjobb irányítója 4376 passzolt yarddal pedig Mark Brunell volt. A rájátszásban, folytatva a nem várt remek szereplést – mindkétszer idegenben – győzelmet arattak a Buffalo Bills és a Denver Broncos ellen. A nagydöntőbe jutásért játszott konferenciadöntő mérkőzésen azonban nem bírtak a New England Patriotsszal, és 20–6-ra kikaptak.
1997-ben is jól szerepelt a csapat, 11–5-tel zárták az alapszakaszt, és csoportmásodikként ismét bejutottak a rájátszásba.A wild card körben a Denverrel találkoztak, és a mérkőzést 42–17-re elvesztették. Az 1998-as szezonban még jobban szerepeltek, megnyerték az AFC középső csoportját. A Jaguars ezt követően – első hazai rájátszás-mérkőzésén – 25–10-re nyert. Második mérkőzésüket azonban a New York Jets ellen már elvesztették 34–24-re. A szezon felfedezettje az újonc futó Fred Taylor volt, akit a játékosbörze első körében draftolt a csapat. Sikeres volt az 1999-es idény is a Jaguars számára: a védelem sokkal erőteljesebben játszott (az alapszakaszban ez a védelem kapta a legkevesebb, 217 pontot), és Jimmy Smith elkapó is sokat lendített a csapat játékán 1636 elkapott yardjával. Az alapszakaszt kiváló mutatóval, 14–2-vel ismét megnyerték. A playoff első mérkőzésén nem várt fölénnyel, 62–7-re legyőzték a Miami Dolphinst, amit pedig a nagy sztár, Dan Marino quarterback irányított. A konferenciadöntőn azonban a Tennessee Titans legyőzte őket 33–14-re, annak ellenére, hogy a szünetben még ők vezettek 14–10-re.
A következő szezonokra visszaesés következett, 2003-ban Jack Del Rio váltotta Coughlint a vezetőedzői poszton. A csapat mutatói: 2000: 7–9 (negyedik hely a csoportban), 2001: 6–10 (5. hely), 2002:  6–10 (4. hely, ekkortól már az AFC déli csoportjában szerepeltek), 2003: 5–11 (3. hely). A Jaguars játéka 2004-ben javult fel ismét: az alapszakaszt  9–7-tel zárták, amivel a csoport 2. helyét szerezték meg. Végül 2005-ben, szintén a második helyről, 12–4-es mutatóval a rájátszásba is bejutottak. A 2006. január 7-én lejátszott, Tom Bradyval felálló New England Patriots elleni mérkőzésen több fontos játékosuk is hiányzott sérülés miatt, így nem volt meglepetés, hogy 28–3-ra vereséget szenvedtek. 2006-ban 6–6-os alapszezont produkáltak, ami a csoportban a harmadik helyhez volt elég. A 2007-es NFL-szezonban ismét jól szerepeltek: az alapszakaszban 11–5-ös mutatót értek el, és a csoport második helyéről bejutottak a playoffba. A wild card körben a Pittsburgh Steelers volt az ellenfél, akiket 31–29-ra legyőzték. A második meccsen ismét a Patriotsszal kerültek szembe, és 31–20 ismét alulmaradtak.
Újra nehéz évek következtek a csapat életében. 2008-ban komoly sérüléshullám miatt csak 5–11-es mutatót értek el, a 2009-es szezonban pedig ugyan 7–5-ös mutatóval álltak, de ezt az utolsó négy fordulóban csak vereség követte, így az idény végére a csoport negyedik helyére estek vissza. 2010-ben 8–8-cal, 2011-ben pedig negatív mutatóval, 5–11-gyel zártak. Az idény közben, 2011. november 29-én, az addigi 3–8-as mutató miatt megváltak Jack Del Riótól, a vezetőedzői megbízást a hátralévő időben Mel Tucker defensive koordinátor látta el.
2012-re a csapat új tulajdonosa Shahid Khan, illinoisi üzletember lett. Új vezetőedzőt is szerződtettek Mike Mularkey személyében, aki korábban az Atlanta Falcons támadó koordinátora volt.